# Вальтер Дозе
Вальтер Дозе (нім. Walter Dose; 14 червня 1886, Ганновер — 10 листопада 1970, Гамбург) — німецький офіцер, контрадмірал крігсмаріне.

## Біографія
1 квітня 1905 року вступив у кайзерліхмаріне. Учасник Першої світової війни. 31 травня 1921 року звільнений у відставку. 1 вересня 1933 року вступив у рейхсмаріне як цивільний співробітник, з 1 квітня 1934 року — офіцер територіальної оборони, з 5 березня 1935 року — служби комплектування. З 1 квітня 1938 року — директор групи військово-економічного штабу ОКМ. З 1 січня 1940 року — начальник відділе з військово-економічних питань управління озброєння і економіки. 20 квітня 1941 року переведений на дійсну службу. З 1 вересня 1942 року — інспектор озброєння 10-го військового округу. 5 травня 1945 року взятий в полон, 19 жовтня звільнений.

## Звання
- Кадет (1 квітня 1905)
- Фенріх-цур-зее (7 квітня 1906)
- Лейтенант-цур-зее (22 вересня 1908)
- Оберлейтенант-цур-зее (27 січня 1911)
- Капітан-лейтенант (16 листопада 1915)
- Корветтен-капітан земельної оборони (1 квітня 1933)
- Корветтен-капітан служби комплектування (5 березня 1935)
- Фрегаттен-капітан служби комплектування (1 квітня 1935)
- Капітан-цур-зее служби комплектування (1 квітня 1938)
- Контрадмірал (1 жовтня 1942)

## Нагороди
- Залізний хрест
  - 2-го класу
  - 1-го класу (11 листопада 1917)
- Ганзейський Хрест (Гамбург; 3 квітня 1917)
- Військовий хрест Фрідріха-Августа (Ольденбург) 2-го і 1-го класу (24 січня 1918) — отримав 2 нагороди одночасно.
- Пам'ятний знак для екіпажів дирижаблів
- Почесний хрест ветерана війни з мечами (30 січня 1935)
- Медаль «За вислугу років у Вермахті» 4-го, 3-го і 2-го класу (18 років; 2 жовтня 1936) — отримав 3 нагороди одночасно.
- Орден Зірки Румунії, командорський хрест з мечами (26 березня 1942)
- Орден «За військові заслуги» (Болгарія) 2-го ступеня з військовою відзнакою